# Дану, Иван Васильевич
Иван Васильевич Дану (род. 17 октября 1959) — советский легкоатлет, специалист по стипльчезу. Выступал на всесоюзном уровне в 1981—1991 годах, чемпион СССР, многократный победитель первенств всесоюзного и республиканского значения, участник Всемирной Универсиады в Бухаресте и Игр доброй воли в Москве. Представлял Кишинёв и Одессу, спортивное общество «Буревестник» и Советскую Армию.

## Биография
Иван Дану родился 17 октября 1959 года. Занимался лёгкой атлетикой в Кишинёве и позднее в Одессе, выступал за добровольное спортивное общество «Буревестник» и Советскую Армию.
Впервые заявил о себе на всесоюзном уровне в сезоне 1981 года, когда на соревнованиях в Сочи выиграл бронзовую медаль в беге на 3000 метров с препятствиями. Будучи студентом, представлял Советский Союз на Всемирной Универсиаде в Бухаресте — в финале стипльчеза с результатом 8:29.63 финишировал шестым.
В 1982 году в той же дисциплине завоевал бронзовую награду на соревнованиях в Смоленске.
В 1983 году взял бронзу на зимнем чемпионате СССР в Москве, принимал участие в чемпионате страны в рамках VIII летней Спартакиады народов СССР в Москве, но в финал здесь не вышел.
В 1985 году финишировал четвёртым в стипльчезе на чемпионате СССР в Ленинграде.
В 1986 году с личным рекордом 8:28.64 выиграл бронзовую медаль на Мемориале братьев Знаменских в Ленинграде, одержал победу на соревнованиях в Днепропетровске. Принимал участие в Играх доброй воли в Москве — в программе стипльчеза показал время 8:30.74, расположившись в итоговом протоколе соревнований на шестой строке.
В 1987 году выиграл бронзовые медали на всесоюзных соревнованиях в Сочи и на Мемориале Знаменских в Москве, одержал победу на чемпионате СССР в Брянске, был лучшим на соревнованиях в Москве.
В 1988 году победил на Мемориале Знаменских в Ленинграде и на соревнованиях в Киеве, стал четвёртым и вторым на стартах в Одессе и Москве соответственно.
В 1989 году финишировал четвёртым на Мемориале Знаменских в Волгограде, вторым на международном турнире в Софии и на чемпионате СССР в Горьком, превзошёл всех соперников на соревнованиях в Москве и на чемпионате СССР среди военнослужащих в Брянске.
В 1990 году стал третьим на международном старте в Милане, четвёртым на Мемориале Знаменских в Москве, пятым на чемпионате СССР в Киеве.
В 1991 году бежал 3000 метров с препятствиями на Мемориале братьев Знаменских в Москве.
После распада Советского Союза Дану больше не показывал сколько-нибудь значимых результатов в лёгкой атлетике.